# Galloanserae
Galloanserae eller Galloanseres är en överordning av fåglar som omfattar alla hönsfåglar (Galliformes) och andfåglar (Anseriformes) men även den utdöda ordningen Gastornithiformes. Anatomiska och molekylära studier visar att dessa grupper evolutionärt är mycket närbesläktade. Från denna grupp av fåglar härstammar merparten av världens alla domesticerade fåglar, som tamhöns och gäss.